# 42183 Tubiana
42183 Tubiana este o planetă minoră (asteroid), cu un diametru de 5,954 km, din centura de asteroizi. A fost descoperită pe 2 februarie 2001 la Stația Anderson Mesa de Lowell Observatory Near-Earth-Object Search și a fost numită după Cecilia Tubiana⁠(d). 
Obiectul prezintă o orbită caracterizată de o semiaxă mare de 3,1653401454176 UAi, o excentricitate de 0,088927875392236, o înclinație de 6,198150417538 ° în raport cu ecliptica.